# Birgit Maiwald
Birgit Maiwald (* 1979 in Ansbach) ist eine deutsche Drehbuchautorin.

## Leben
Birgit Maiwald studierte Kulturwissenschaften an der Stiftung Universität Hildesheim. Von 2007 bis 2010 studierte sie Drehbuch an der Deutschen Film- und Fernsehakademie Berlin, zu dieser Zeit wurde sie Co-Autorin des Drehbuchautors Felix Huby. Nach ihrem Abschluss wurde sie als Drehbuchautorin, überwiegend für Fernsehfilme und Serienepisoden, tätig.

## Filmografie (Auswahl)
- 2007: Tatort: Bienzle und die große Liebe
- 2007–2012: Großstadtrevier (Fernsehserie, 4 Folgen)
- 2011: Kann denn Liebe Sünde sein?
- 2013: Herztöne
- 2015: Es kommt noch besser
- 2017: Ein Sommer auf Zypern
- 2017: Love Is in the Air
- 2018: Kinderüberraschung
- 2018: Die Schattenfreundin
- 2019: Lotta & der schöne Schein
- 2019: Lotta & der Mittelpunkt der Welt
- 2019: 23 Morde – Bereit für die Wahrheit? (Fernsehserie, 2 Folgen)
- 2019: Fast perfekt verliebt
- 2021: Ein Sommer auf Elba
- 2022: Ein Sommer in der Bretagne
- 2023: Laim und die schlafenden Hunde
- 2023: Mit Herz und Holly: Diagnose Neustart (Fernsehserie)
- 2023: Mit Herz und Holly: Muttergefühle
- 2024: Wenn Papa auf der Matte steht
- 2024: Mit Herz und Holly: Lichtblicke
- 2024: Mit Herz und Holly: Kleine Wunder
- 2024: Ein Sommer an der Côte d’Azur